# Hippocampus
Denna artikel handlar om hjärndelen. För sjöhästsläktet, se Sjöhästar. För fabeldjuret hippocampus, se hippokampos.

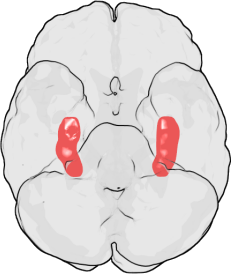
Hippocampus.

Hippocampus.

Hippocampus är en del av limbiska systemet i hjärnan, och består av grå substans. Hippocampus sträcker sig från amygdala via fornix för att sedan kontakta de mammillära kropparna. 
Hippocampus spelar en stor roll för konsolidering av information från korttidsminnet till långtidsminnet. Hippocampus möjliggör bland annat vår förmåga att orientera oss rumsligt, särskilt när det gäller att ta sig fram och tillbaka i ett tidigare okänt område. Inga minnen lagras i hippocampus; hippocampus agerar snarare som en kopplingsstation som förbinder associationsbanor mellan de olika delarna av hjärnan.
Namnet hippocampus kommer av grekiskans ἵππος, hippos, "häst", och κάμπος, kampos, "sjömonster", vilket tillsammans blir "sjöhäst", och syftar på organets/strukturens form och utseende.

## Cellbiologi
Hippocampus har liksom hjärnbarken motoriska pyramidceller och sensoriska kornceller. Här finns dock endast ett lager med vardera celltyp, korncells- respektive pyramidcellslagret. Bägge har en C- eller G-form som i längdsnitt hos histologiska preparat ser ut som om de "hakar" i varandra (= "sjöhästformade"). Liksom i barken ligger korncellerna betydligt tätare och de är också mindre än pyramidcellerna. De ger sitt lager en mörkare färg än lagret med de glesare belägna och ljusa pyramidcellerna. 

## Funktion
Hippocampus är involverat i minnesbildning och lokalsinne och tar även emot impulser från känsel- och sinnesorgan. Den utgör omkopplingsstation för vissa sinnesförnimmelser, exempelvis lukt. 
Hippocampus har målceller och receptorer för flera viktiga hormoner, bland annat kortisol, tyreoideahormoner, signalsubstanser och könshormoner. Den har stor betydelse för stressaxeln.

### Hippocampus och minnet
Det finns ett fall i historien då man kirurgiskt avlägsnade hippocampus och amygdala (amygdalahippocampektomi) på en man med svår epilepsi; ingreppet utfördes år 1953 på Henry Molaison. Detta fall blev senare världsberömt och beskrevs i flera böcker, eftersom mannen helt förlorade sin förmåga till att skapa nya deklarativa minnen. Förmågan att skapa icke-deklarativa minnen, så som motoriska minnen, var däremot intakt. Detta är beskrivet i en rapport av William Scoville and Brenda Milner, Detta fall blev det tydliga beviset för att hippocampus deltar i processen som överför korttidsminnet till långtidsminne samtidigt som det bevisade att korttidsminne och skapandet av icke-deklarativa minnen var beläget på andra ställen än hippocampus. Man kunde besöka honom på förmiddagen och när man kom på eftermiddag samma dag hälsade mannen som om man aldrig förr hade mötts.

### Sjukdomar och hormoner
Långvarigt förhöjda kortisolnivåer, som vid stress och depression, nedsätter kognitionen och får hippocampus att krympa (atrofi) med upp till 10–15 procent. Påverkan på hippocampus storlek fortsätter efter att stressoren avlägsnats eller depressionen brutits, men atrofin kan repareras om förutsättningarna tillåter. Den fördröjda effekten på hippocampus storlek antyder att kortisolet endast indirekt påverkar storleken på hippocampus. Hippocampus minskar också vid förhöjda kortisolnivåer om personen har demens eller jetlag. Atrofin beror troligen på att stressen förhindrar neurogenes eller på att nervceller dör. Trots att personer med posttraumatiskt stressyndrom (PTSD) ofta har låga kortisolnivåer, brukar deras hippocampus vara något förminskade. Det har därför föreslagits att storleken på hippocampus är en markör för PTSD, antingen genom att vara ett tecken på ett redan upplevt trauma eller genom att en mindre hippocampus gör individen mer sårbar.
Fastän hippocampus ofta reagerar med atrofi, är den också mycket benägen att reparera sig; den har hög plasticitet. Alkoholister med förminskad hippocampus kan märka en långsam förbättring av hippocampus funktioner om de slutar att nyttja alkohol. Återhämtningen kan dock utebli om det samtidigt finns andra skador på hjärnan. Atrofi av hippocampus är också ett tecken på Parkinsons sjukdom, där atrofi av den vänstra hippocampus försämrar det verbala minnet. Minskad storlek på hippocampus förekommer vid hypotyreos och tycks korrelera med nivån av tyreoideahormonerna.